# Nectria jatrophae
Nectria jatrophae är en svampart som först beskrevs av Möller, och fick sitt nu gällande namn av Hans Wilhelm Wollenweber 1931. Nectria jatrophae ingår i släktet Nectria och familjen Nectriaceae.   Inga underarter finns listade i Catalogue of Life.